# Centaur (asteroider)

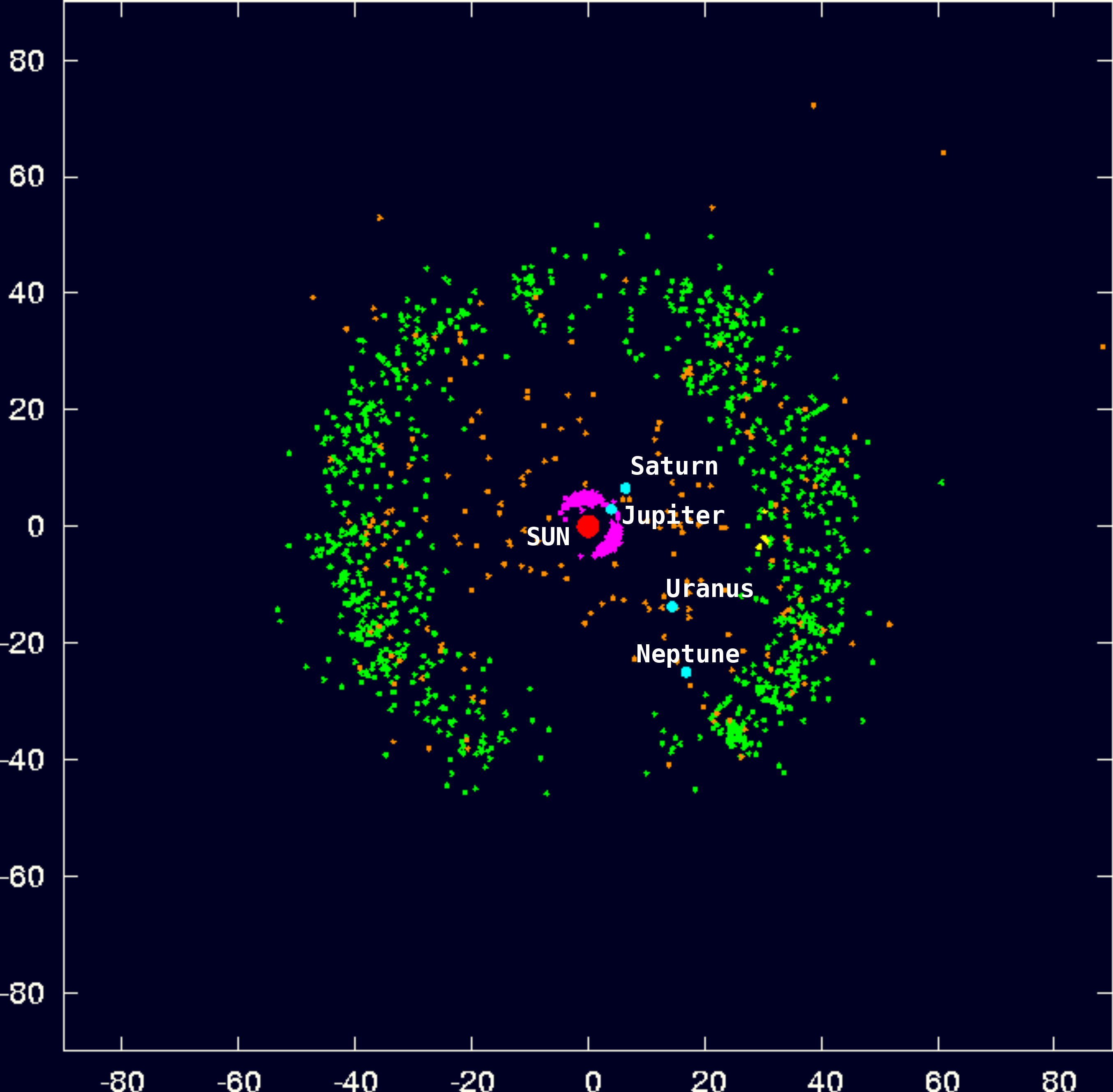
Fördelningen av asteroider i det yttre solsystemet. De orangea prickarna är centaurer medan de gröna är objekt i Kuiperbältet.

Centaur är en klass av isiga planetoider namngiven efter den mytiska rasen kentaur. Centaurer roterar runt solen mellan Jupiter och Neptunus. Den första centauren som upptäcktes var 2060 Chiron år 1977. Den största som är känd är 10199 Chariklo som upptäcktes 1997.
Ingen centaur har blivit fotograferad på nära håll, men det finns bevis som pekar på att Saturnus måne Phoebe, som fotograferades av Cassini år 2004, kan vara en infångad centaur. 
Med hjälp av Hubbleteleskopet har forskarna kunnat lista ut vissa egenskaper hos 8405 Asbolus yta.

## Centaurers omloppsbanor
Karakteristiskt för centaurer är att de rör sig bland gasjättarna i det yttre av Solsystemet. Ofta korsar de Saturnus och Uranus omloppsbanor och i vissa fall även Neptunus. På grund av gasjättarnas gravitation anses denna typ av objekt ha en instabil omloppsbana på lång sikt, (miljoner år). De har sannolikt sitt ursprung bland kuiperbältet och det finns centaurer som fortfarande har det mesta av sin omloppsbana i kuiperbältet. Gränsen mellan scattered disc och centaur är därför flytande som t.ex. för 1996 TO66. Andra ytterligheten är Chiron och Echeclus som går så långt in i solsystemet att de uppträder som kometer med en karakteristisk koma när de är i det inre av sin omloppsbana.

### Kända centaurer
| Namn           | År   | Upptäckare                       |
| -------------- | ---- | -------------------------------- |
| 2060 Chiron    | 1977 | Charles T. Kowal                 |
| 5145 Pholus    | 1992 | Spacewatch (David L. Rabinowitz) |
| 7066 Nessus    | 1993 | Spacewatch (David L. Rabinowitz) |
| 8405 Asbolus   | 1995 | Spacewatch (James V. Scotti)     |
| 10199 Chariklo | 1997 | Spacewatch                       |
| 10370 Hylonome | 1995 | Mauna Kea Observatories          |
| 31824 Elatus   | 1999 | Catalina Sky Survey              |
| 32532 Thereus  | 2001 | NEAT                             |
| 49036 Pelion   | 1998 | R. J. Whiteley och D. J. Tholen  |
| 52975 Cyllarus | 1998 | N. Danzl                         |
| 54598 Bienor   | 2000 | Deep Ecliptic Survey             |
| 55576 Amycus   | 2002 | NEAT                             |